# Loewinella aphaea
Loewinella aphaea là một loài ruồi trong họ Asilidae. Loewinella aphaea được Séguy miêu tả năm 1950. Loài này phân bố ở vùng nhiệt đới châu Phi.